# Stefan Norgren
Stefan Norgren – szwedzki perkusista, członek zespołu Seventh Wonder
Stefan dołączył do Seventh Wonder 25 kwietnia 2011 roku, krótko po wydaniu płyty The Great Ecsape. Jak sam mówi "Kiedy przystępowałem do przesłuchania, zespół musiał szybko znaleźć nowego perkusistę ponieważ mieli występować na Progpower Europe jako headliner. W tamtym czasie nie szukałem nowego zespołu, ale zawsze lubiłem nowe wyzwania. Kiedy zacząłem grać z tymi niezwykłymi muzykami poczułem się jak w domu jeżeli chodzi o moje upodobania muzyczne i nie mogłem być szczęśliwszy".
Wcześniej Stefan był perkusistą grupy Lion's Share, z którymi grał na koncertach. Występowali głównie w Skandynawii, ale również w Niemczech i Holandii, gdzie promowali ich albumy: "Emotional Coma" i "Dark Hours".
W 2000 roku Stefan ukończył w Sztokholmie Royal College of Music. Jako multiinstrumentalista, uczył od tego czasu w szkołach muzycznych, chórach, a także gry na perkusji.
Stefan gra na 5AXL. Wyjaśnia, że ten model jest jakby stworzony specjalnie dla niego.